# Edlund
Edlund A/S er en dansk it-virksomhed der leverer software til pensionskasser og forsikringsselskaber. Virksomheden ligger på Frederiksberg  og beskæftiger mere end  200 medarbejdere med egentlig softwareudvikling. Alle har en længerevarende teoretisk uddannelse, typisk som cand. scient. eller ph.d. inden for datalogi, aktuarvidenskab, matematik, statistik, ingeniør eller tilsvarende fag. 
Edlund A/S leverer totale løsninger til administration af porteføljer inden for liv, pension, unitlink og forsikring. 
Edlund havde i perioden 1997–2017 til huse i det gamle Carlsberg-villakvarter i Valby i ti restaurerede villaer. 

## Historie
Edlund A/S blev stiftet i 1992. Grundideen har fra starten været at kombinere fagene datalogi og aktuarvidenskab til at udvikle branchespecifikke og forretningskritiske systemer til pensions- og forsikringsbranchen.
Edlund blev i januar 2016 opkøbt af KMD.